# Nolana intonsa
Nolana intonsa är en potatisväxtart som beskrevs av Ivan Murray Johnston. Nolana intonsa ingår i släktet cymbalblommor, och familjen potatisväxter. Inga underarter finns listade i Catalogue of Life.